# Ken il guerriero - La leggenda di Raoul
Ken il guerriero - La leggenda di Raoul (真救世主伝説 北斗の拳 ラオウ伝 殉愛の章?, Shin kyūseishu densetsu Hokuto no ken: Raō den - Gekitō no shō) è un film del 2007 diretto da Toshiki Hirano. È il terzo capitolo della pentalogia di film anime Ken il guerriero - La leggenda, basata sul manga Ken il guerriero scritto da Buronson e disegnato da Tetsuo Hara. Il film adatta i capitoli del manga dal 111 al 136 concentrandosi però sul punto di vista del personaggio di Raoul e operando alcune modifiche alla trama, tra cui l'aggiunta di nuovi personaggi. Prodotto da North Stars Pictures e TMS Entertainment, il film fu distribuito in Giappone il 28 aprile 2007 dalla Desperado.

## Trama
Reina, in compagnia del pirata Orca Rossa, aspetta sulla costa l'arrivo di Raoul, pronta a seguirlo quando attraverseranno il mare per tornare nella Terra degli Shura.
Con la morte di Toki, solo Kenshiro e Raoul restano a fronteggiarsi; Raoul sta per avviare l'ultima parte della sua campagna di conquista (per quanto i suoi generali siano in disaccordo, divisi tra il fedele e prudente Barga e il viscido adulatore Giraku), quando lo spirito di Ryuken gli appare chiedendogli perché esiti ad affrontare Ken; Raoul, punto sul vivo e desideroso di porre fine alla disputa tra i discepoli di Hokuto, si mette in marcia. Nel frattempo Ken stesso, accompagnato da Burt e Lynn, sta cercando Raoul.
Entra in gioco l'ultima delle sei stelle di Nanto, tramite i suoi esecutori, i Cinque Astri in Cerchio; Shuren tenta inutilmente di abbattere Raoul, mentre Fudo guida Ken verso il castello dell'ultimo generale; Fudo rivela a Ken che il generale è in realtà Julia, la sua fidanzata, che i Cinque Astri hanno salvato quando la donna tentò di suicidarsi al castello di Shin; ma anche Giraku scopre la verità e ne informa il Re di Hokuto. Raoul si dirige a tutta velocità verso Julia, seguito da Ken; quando il maestro della Divina Scuola di Hokuto arriva, suo fratello viene trattenuto dalle trappole di Rihaku, l'ultimo dei Cinque Astri; questi tenta perfino di ragionare con Raoul, che vuole Julia a tutti i costi, e Rihaku capisce: l'ultima stella di Nanto è la stella dell'Amore Materno, e Raoul in fondo ama Julia allo stesso modo di Toki, poiché entrambi sono cresciuti senza madre. In realtà Rihaku sta prendendo tempo perché ha pianificato (a costo della sua vita) la fuga di Julia e Ken, ritenendo il giovane non ancora pronto, ma Ken sconvolge i suoi piani salvandolo da Raoul. I due fratelli si scontrano, ma questa volta il vantaggio è tutto dalla parte di Ken, che utilizza anche gli stili di Toki e Rei, e perfino la Trasmigrazione dell'Anima, la tecnica definitiva di Hokuto: una tecnica che nemmeno il maestro Ryuken conosceva; essa consiste nel diventare nulla, assorbendo la forza vitale altrui, e per praticarla è necessario avere un animo estremamente appesantito dal dolore; Raoul, con tutta la sua forza ed ambizione, non è in grado di farla sua. Ma il primogenito di Hokuto non è disposto ad ammettere la propria inferiorità, anche quando il suo corpo inizia a tremare da solo. Però l'ultima trappola di Rihaku si attiva, trascinando Raoul diversi piani in giù, proprio dove Julia attende Ken; Raoul ne approfitta e la rapisce. Ken porta Rihaku ferito fuori dalle rovine e parte alla ricerca di Raoul.
Raoul si risveglia da un incubo nel suo castello, sentendo ancora il terrore di scontrarsi con il fratello minore; apprende da Julia che la ragazza lo ha curato, aspettando il momento in cui i suoi due spasimanti chiuderanno la loro sfida una volta per tutte. Irritato da ciò che scambia per compassione nei suoi confronti, Raoul decide di diventare un vero demone, e per questo gli occorre il sangue di chi lo è già stato un tempo.
Fudo riceve la notizia del rapimento di Julia, ed è combattuto tra il dovere ed il desiderio di restare con i figli adottivi. A togliergli la scelta arriva Raoul; Fudo un tempo era stato un predone senza pietà, ed aveva terrorizzato perfino Raoul (all'epoca adolescente). Ora Fudo decide di tornare ad essere il demone per eliminare Raoul, che traccia una linea nel terreno ordinando ai suoi uomini di colpirlo con le frecce nel caso dovesse fare un passo dietro di essa. Raoul è superiore a Fudo, il quale però continua a rialzarsi e combattere; quando rivede negli occhi di Fudo e dei suoi figli la stessa tristezza che alberga in quelli di Ken, Raoul indietreggia inconsciamente oltre la linea. I suoi soldati però colpiscono Fudo. Prima di crollare, il gigante buono avvisa Raoul che finché continuerà ad avere paura non riuscirà s sconfiggere il fratello. Furioso per essere stato salvato, Raoul colpisce i suoi stessi uomini e torna alla fortezza centrale. Kenshiro, arrivato sul posto dopo essere stato avvisato dagli uomini di Raoul, può solo raccogliere l'ultimo respiro di Fudo e seppellire il gigante.
Raoul è pensieroso per le parole di Fudo, e riceve un altro spirito in visita: stavolta è suo fratello Toki, che ponendogli ad esempio l'amore di Raoul per Julia e di Reina per Raoul, gli fa capire come senza la tristezza non otterrà mai la Trasmigrazione dell'Anima. Raoul quindi decide di uccidere Julia. La ragazza si dichiara pronta, ma un istante prima che Raoul la colpisca ha un'emottisi e gli rivela quindi di essere gravemente malata; l'unica cosa che può fare è immolare la sua vita per la pace nel mondo, ma Raoul la colpisce ugualmente in lacrime.
Raoul convoca un consiglio di guerra con l'apparente intenzione di ricompensare e congedare l'esercito; Barga nel frattempo chiude le porte perché Raoul ha intenzione di uccidere Giraku e tutti i suoi luogotenenti, altrimenti in caso di una sua sconfitta non ci sarebbe mai pace. Barga, fedele a Raoul fino alla fine, capisce finalmente la differenza tra Raoul e Kenshiro: Raoul vuole la pace terrena, Ken quella spirituale. Solo allora comprende che il cielo dovrà scegliere uno dei due, ed uno solo, per dominare il mondo.
Ken viene raggiunto da Re Nero, venuto a condurlo dal suo padrone, che attende alle rovine del vecchio dojo dove i due, come Toki, sono stati iniziati alla Divina Scuola di Hokuto; Kenshiro si fa portare lì con Lynn e Bart, come testimoni della sua ultima battaglia. All'apparizione di Raoul, gli promette che non otterrà il cielo (visto come la conquista del potere supremo), ma Raoul dichiara che potrebbe essere proprio Ken il cielo che lui cercava di afferrare. Bart capisce che l'obiettivo del Re di Hokuto è sempre stato l'affermazione della propria superiorità: Raoul pensava di raggiungerla conquistando tutto e superando anche la Divina Scuola di Hokuto; ora vuole solo affrontare l'uomo più potente della millenaria storia di Hokuto. Dopo aver visto il corpo di Julia, Ken si fa avanti, forte della padronanza della tecnica definitiva, quando inaspettatamente anche Raoul ne fa uso per evadere il colpo di grazia. A quel punto i due capiscono di essere alla pari, così si affrontano senza neppure proteggersi o parare, come due bambini; Lynn li vede con l'aspetto che avevano un tempo, quando il giovane Raoul addestrava il piccolo Kenshiro.
Rihaku ha assalito la fortezza di Raoul e l'ha presa senza difficoltà; Barga, preso prigioniero, viene interrogato da Rihaku e rivela che Raoul non desidera battere Kenshiro, ma esserne battuto, e il duello tra i due fratelli funge da suo testamento spirituale.
Raoul infine concede la vittoria, riconoscendo il fratello come suo degno rivale. Lynn si accorge che Julia è viva, e Raoul spinge Kenshiro da lei, augurando loro di vivere serenamente gli ultimi anni di vita di Julia; se l'avesse uccisa, Raoul non avrebbe potuto apprendere la Trasmigrazione dell'Anima. L'ultimo atto di Raoul è scatenare la forza rimastagli contro il cielo e rischiararlo, affermando di non rimpiangere nulla della sua vita. Ken e Julia provvedono al funerale, e le ceneri vengono portate da Re Nero a Reina, che le imbarca sulla nave che riporterà Raoul a casa. Reina è serena, perché Kenshiro prenderà il posto di Raoul, e tornerà anche lui un giorno per liberare la loro patria dagli Shura.

## Promozione
Per promuovere l'uscita del film, a partire dal 10 aprile 2007 si tenne per dieci giorni un finto funerale per Raoul al tempio Koyasan Tokyo Betsuin. Shinji Tanimura diresse il funerale, mentre Takashi Ukaji, doppiatore del personaggio, tenne il discorso commemorativo. All'evento parteciparono quasi tremila fan.

## Distribuzione

### Edizione italiana
Il film fu distribuito nei cinema italiani il 12 giugno 2009. L'edizione italiana è stata realizzata dalla Yamato Video e il doppiaggio è stato eseguito dalla Raflesia di Milano e diretto da Aldo Stella su dialoghi di Valerio Manenti.

### Edizioni home video
In Italia il film fu distribuito in DVD-Video da Dolmen Home Video il 20 ottobre 2009, in edizione standard e limitata a due dischi. L'edizione standard include come extra trailer e spot italiani, mentre quella limitata contiene anche uno speciale sulla veglia funebre di Raoul, trailer vari, un libro con disegni preparatori, un cartoncino con l'epitaffio funebre di Raoul e alcune cartoline sui personaggi. Queste edizioni tuttavia furono criticate in quanto contenevano il film nella versione cinematografica anziché nella director's cut prodotta per l'home video giapponese (come annunciato da Yamato Video) contenente vari miglioramenti nei disegni e nelle animazioni. Il 12 luglio 2011 fu distribuito in Blu-ray Disc dalla CG Home Video, con gli stessi extra del DVD a due dischi oltre a un video della commemorazione italiana di Raoul (tenutasi a Lucca Comics & Games 2009), foto di quest'ultima e i titoli di coda originali. Il 16 maggio 2019 sono state distribuite delle nuove edizioni DVD e BD da Koch Media; entrambe includono come extra lo speciale sulla veglia funebre, i titoli di coda originali, un booklet di 32 pagine con disegni preparatori e una maxi card con la locandina originale.

## Accoglienza

### Incassi
Il film fu un insuccesso finanziario, incassando solo 1 479 911 dollari nei cinema giapponesi e 85 600 euro in quelli italiani.

### Critica
La critica italiana ha generalmente promosso il film. Scrivendo per la Repubblica, Roberto Nepoti afferma che "è gradevole rivedere il segno grafico vecchia maniera e le immagini a due sole dimensioni: quasi un'isola nell'offensiva dell'animazione digitale da vedere con gli occhiali 3D". Marco Minniti di Movieplayer.it assegna al film tre stelle su cinque parlando di "una scarsa fruibilità del film per i "profani" dell'universo di Ken, ma una buona capacità di focalizzare il centro tematico della storia: l'opposizione tragica, quasi shakespeariana, tra i due protagonisti, fratelli separati dalla nascita ma personalità quanto mai complementari", sottolineando inoltre come il tono melodrammatico sarebbe il punto di forza del racconto "insieme a un livello tecnico generalmente molto buono, con un character design fedele alle due serie storiche e un'animazione ovviamente aggiornata ai tempi. Qualche eccessiva "intrusione" del digitale (specie nel finale) non disturba più di tanto". Stefano Coccia di Quinlan assegna al film un 7, definendolo "uno splendido rito funebre, allestito nell'epica scenografia della più evoluta animazione nipponica. Senza però trascurare una componente melodrammatica insistita, a tratti sorprendente, tanto da oltrepassare gli orli e le venature melò già presenti nella serie originale" e aggiungendo come il taglio di alcune parti della trama (in particolare del personaggio di Juza) sia "compensata dal fatto che la progressiva definizione del personaggio di Raoul e della sua piccola corte (...) acquisti qui una consistenza inedita, aderente a scene il cui taglio melodrammatico sfiora vette di shakespeariana tragicità. Altresì notevole è il modo in cui viene tratteggiato un altro grandissimo personaggio, Fudo della Montagna. E sempre in chiave positiva, possiamo segnalare come il lungometraggio (...) segni un miglioramento notevole, rispetto al film precedente, anche sul piano della realizzazione tecnica". Giancarlo Zappoli su MYmovies.it assegna al film tre stelle su cinque e afferma che "il neofita può accedere al film grazie a un'efficace sintesi iniziale. Si apre così l'ingresso a un universo postatomico che non trascura suggestioni visive provenienti da epoche diverse. Se Mad Max è fonte di ispirazione per gli eserciti e Stallone, Bruce Lee e Schwarzenegger sono i modelli fisici a cui si ispirano i disegnatori dei due protagonisti, alla sceneggiatura non mancano momenti alti. Le fonti di ispirazione filosofica giapponese vengono attinte così come nel conflitto tra fratelli non mancano echi shakespeariani. Il tutto è poi permeato da una visione nipponica della società per cui la forza sta alla base della virilità ma ad essa si possono applicare teorie di utilizzo diverse", affermano infine che "può valere più di un lungo saggio per comprendere la complessità di una cultura". Davide Di Giorgio, scrivendo per Sentieri selvaggi, afferma che l'incedere più lineare della storia di Raoul rispetto al manga "permette al personaggio di far sua quella sofferenza che lo rende finalmente degno di iscriversi fra le icone più riuscite del grande affresco delineato dagli autori", lamentandone però "la mancanza di un afflato epico realmente all'altezza della situazione e soprattutto il limite di un'operazione che ormai appare fuori tempo: le logiche del meccanismo seriale, infatti, risultano gravose per un racconto concentrato nei soli 85 minuti di racconto cinematografico, che comprimono eccessivamente i momenti e rendono più che mai destinato agli appassionati il nuovo lungometraggio".
Carlo Prevosti di Cineblog assegna invece al film un 4,5, scrivendo che "inizia con un doveroso, quando didascalico, riassunto delle puntante precedenti raccontato con l'enfasi tipica della serie, al limite del comico involontario. Lo sviluppo della trama è banale e come moltissima letteratura manga giapponese l'esaltazione delle arti marziali porta alla creazione di personaggi dalle capacità sovrumane e che hanno come motore delle loro azioni la ricerca di sfide con avversari sempre più forti (vedasi Dragon Ball, in chiave comica). La sfida fra i due fratelli si riduce alla ricerca di tecniche superiori. (...) Ne risulta un verbosissimo finale melodrammatico, dove sono più le lacrime che segnano i visi dei protagonisti piuttosto che le tecniche di combattimento effettuate. Noia. Recensendo il film per il Corriere della Sera, Maurizio Porro scrive: "Trafila visivamente desolata classica (vedi La strada di Cormac McCarthy) urla gutturali e la misteriosa maschera di ferro dietro cui si cela la X del conflitto cui partecipa anche il fantasma paterno. Finalone in dolly marino, con lei, la cassetta di ceneri e un pirata che si asciuga le lacrime con l'uncino. Beh, per chi ama il genere". Estremamente negativa la recensione di Paolo Mereghetti, che nel suo dizionario Il Mereghetti assegna al film una stella su quattro scrivendo che "porta con sé almeno un'ora di chiacchiere infinite prima di lanciarsi in uno scontro decisamente meno memorabile di quello già narrato nella serie TV originale. Se i fan storcono la bocca, i neofiti non hanno più alcun motivo di interesse per seguire la serie", e conclude affermando che "la staticità dell'animazione raggiunge livelli intollerabili".